# 음경등동맥
음경등동맥(dorsal artery of penis), 또는 음경배동맥은 속음부동맥의 한 가지로서 음경다리와 두덩결합 사이로 올라가 샅막을 관통하고, 음경걸이인대의 두 층 사이로 주행한다. 이후 음경의 등쪽(뒷면)에서 귀두 쪽(앞쪽)으로 주행하여 귀두에 혈액을 공급하는 가지와 포피에 혈액을 공급하는 가지로 나뉜다. 음경해면체로도 관통가지를 내지만 발기에 기여하는지는 불명확하다. 또한 요도해면체에 혈액을 공급하는 휘돌이가지를 낸다.
음경에서는 음경등신경과 깊은음경등정맥 사이에서 주행하며 음경등신경은 음경등동맥의 가쪽에 위치한다.
음경해면체의 외피와 섬유조직에 혈액을 공급하며, 음경등동맥에서 나간 가지는 깊은음경동맥과 문합한다.

## 추가 이미지

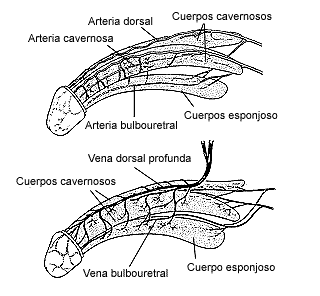
음경의 동맥과 정맥(스페인어)
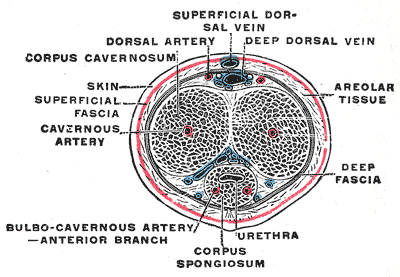
혈관을 보여주는 음경 단면.
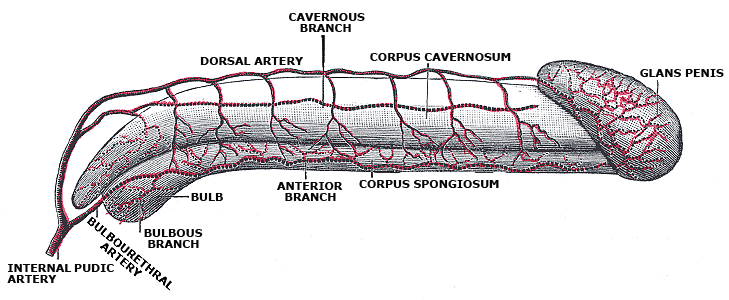
음경 동맥의 모식도.
음경의 단면.

## 참고 문헌
이 문서는 현재 퍼블릭 도메인에 속하는 그레이 해부학 제20판(1918) page 620의 내용을 기초로 작성된 글이 포함되어 있습니다.